# Philia
Philia – szósty singel zespołu Versailles, wydany 16 marca 2011 roku. Tytułowy utwór został wykorzystany jako motyw w TV show Onegai Kanaete Versailles, w którym zagrał zespół. Singel wyszedł w trzech edycjach: regularnej tylko z CD i dwóch limitowanych, każdej z innym DVD. Pierwsza zawierała występ na żywo z ich koncertu w C.C. Lemon Hall 4 września 2010 roku, druga zawierała film promocyjny do utworu tytułowego.

## Lista utworów
Regularna edycja (CD)
| Nr | Tytuł           | Słowa  | Muzyka | Czas |
| -- | --------------- | ------ | ------ | ---- |
| 1. | „Philia”        | Kamijo | Hizaki | 5:58 |
| 2. | „Judicial Noir” | Kamijo | Hizaki | 4:20 |
| 3. | „Desert Apple”  |        | Hizaki | 3:56 |

Limitowana edycja I (DVD)
| Nr | Tytuł                          | Słowa  | Muzyka        | Czas |
| -- | ------------------------------ | ------ | ------------- | ---- |
| 1. | „Rosen Schwert”                | Kamijo | Kamijo        |      |
| 2. | „PRINCESS -Revival of Church-” | Kamijo | Hizaki        |      |
| 3. | „Catharsis”                    | Hizaki | Hizaki & Teru |      |
| 4. | „Reminiscence”                 |        | Teru          |      |
| 5. | „Desert Apple”                 |        | Hizaki        |      |
| 6. | „Sympathia”                    | Kamijo | Hizaki        |      |

Limitowana edycja II (DVD)
| Nr | Tytuł                | Słowa  | Muzyka | Czas |
| -- | -------------------- | ------ | ------ | ---- |
| 1. | „Philia” (wideoklip) | Kamijo | Hizaki |      |

## Notowania
| Lista                       | Pozycja |
| --------------------------- | ------- |
| Oricon Weekly Singles Chart | 15      |
| CDTV                        | 20      |